# 學甲堡
學甲堡，是台灣南部自清治時期至日治初期的一個行政區劃，其範圍包括今台南市的學甲區及北門區。
學甲堡西邊瀕臨台灣海峽，北邊為大坵田西堡、龍蛟潭堡，東邊為鹽水港堡、鐵線橋堡、茅港尾西堡，南邊為佳里興堡、漚汪堡。

## 管轄街庄
學甲堡共轄9個庄：
- 今學甲區境內：學甲庄、宅仔港庄、學甲藔庄、中洲庄、溪洲仔藔庄
- 今北門區境內：北門嶼庄、蚵藔庄、渡仔頭庄、溪底藔庄